# Estadio Municipal de Linarejos
Estadio Municipal de Linarejos ist eine Sportarena in der spanischen Industrie- und Handelsstadt Linares im Nordwesten der Provinz Jaén in der Autonomen Region Andalusien.
Die Sportanlage wurde neben dem früheren städtischen Stadion, an der Avenida 1º de Mayo s/nº, erbaut und am 15. August 1956 eingeweiht. Die rund 37.000 m² umfassende Sportanlage beinhaltet neben dem Fußballfeld (106,5 × 70,5 Meter) auch drei Tennisplätze und zwei Hartplatz-Basketballanlagen. Die seit den 1970er Jahren mit Flutlichtanlage und 9.000 Zuschauerplätzen ausgestattete Arena wurde 1990 erweitert und verfügt heute über rund 12.000 Zuschauerplätze. Seit 1990 ist das Stadion Heimspielstätte des C. D. Linares und seit 2009 auch des Fußballvereins Linares Deportivo. Betreiber der Sportarena ist das Ayuntamiento de Linares.